# البهائية في أوكرانيا
بدأ ظهور البهائية في أوكرانيا خلال سياسة قمع الأديان في الاتحاد السوفيتي السابق. قبل ذلك، كانت أوكرانيا، كجزء من الإمبراطورية الروسية، قد شهدت تواصلًا غير مباشر مع الدين البهائي منذ عام 1847. بعد الشتات الأوكراني، أصبح العديد من الأوكرانيين العرقيين بهائيين، وتفاعل البعض منهم مع أوكرانيا قبل ظهور الدين في البلاد الذي بدأ في الظهور مع اقتراب تفكك الاتحاد السوفيتي. اعتبارًا من حوالي عام 2008، كان هناك حوالي ألف بهائي معروف في أوكرانيا حسب هيئة الإدارة الوطنية للمجتمع, في 13 مجتمعًا. ذكر المراجع الدولي جمعية أرشيف بيانات الدين (ARDA) أن هناك 227 بهائيًا في أوكرانيا عام 2010, وفي عام 2021، وجد دراسة 12 مجتمعًا بهائيًا في البلاد، مما يضع الدين البهائي بين أصغر الأقليات الدينية في أوكرانيا. وقد أقيمت في السنوات الأخيرة احتفالات وطنية بأيام الأعياد البهائية.

## تاريخ المنطقة

### كجزء من الإمبراطورية الروسية
أقدم علاقة بين الدين البهائي وأوكرانيا كانت في إطار تاريخ البلاد ضمن الإمبراطورية الروسية. في تلك الفترة، يعود التاريخ إلى عام 1847 عندما طلب السفير الروسي في طهران، الأمير ديمتري إيفانوفيتش دولغوروكوف، نقل الباب، وهو المبشر بالدين البهائي الذي كان مسجونًا في مأكو، إلى مكان آخر؛ كما أدان المجازر التي تعرض لها الدينيون الإيرانيون، وطالب بإطلاق سراح بهاء الله، مؤسس الدين البهائي. في عام 1884، سمع ليو تولستوي لأول مرة عن الدين البهائي وكان متعاطفًا مع بعض تعاليمه. كما قام المستشرق ألكسندر تومانسكي بترجمة بعض الأدبيات البهائية إلى الروسية في عام 1899. وارتبط بـ ميرزا أبو الفضل. في ثمانينات القرن التاسع عشر، كان هناك مجتمع منظم للبهائيين في آشغابات، حيث قاموا ببناء أول بيت من عبادة بهائي في الفترة بين 1913-1918.
في تسعينيات القرن التاسع عشر، استقرت المرأة المعروفة بـ إيزابيلا غرينيفسكايا في أوديسا. في عام 1903، نشرت مسرحية "الباب" استنادًا إلى حياة وأحداث مؤسس دين البابية التي تم عرضها في سانت بطرسبرغ في عام 1904، وعُرضت مرة أخرى في عامي 1916/7، وترجمت إلى الفرنسية والتتارية، لغة التتار الأصليين في القرم, وقد أشاد بها ليو تولستوي وغيرهم من المراجعين في ذلك الوقت. في عام 1910، استقرت في القسطنطينية وبعد لقائها بـ ʻعبد البهاء أصبحت عضوًا في الدين البهائي.
في نفس الفترة تقريبًا، (حوالي 1910)، نشر ألبرت ك. كايليت، رئيس الجمعية الموحدة وناشر ومؤسس نشرة الجمعية الموحدة، مقالًا عن ʻعبد البهاء والدين، وأعلن أيضًا عن خطط لإنشاء مجلة جديدة بعنوان المراجعة العالمية (Universala Unuigo)، التي ستراجع الحركات التقدمية بما في ذلك الدين البهائي. تم تأسيسها بسرعة وتحريرها بواسطة نيكولاي شيريمان في ليوبوتين، أوكرانيا. يقول الباحث في الدين البهائي أمين إيغيا: "أول مقال في أول عدد من هذه الدورية كان مخصصًا للدين البهائي. نظرًا لأن المجلة كانت ثنائية اللغة، تم طباعة المقال في كل من اللغة الإسبيرانتو والروسية. وقد قدم المقال مقدمة طويلة وداعمة ودقيقة عن الدين البهائي. من بين الأعمال التي ذكرها المؤلف - ربما شيريمان نفسه - في الببليوغرافيا كان هناك عملان بالروسية: مقال آتربيت "بابيزم وبيكهيسم" المضمن في كتابه إمامة: بلد عشاق الإمام (1909)؛ وترجمة إلى الروسية لكتاب سيدني سبراغ قصة الحركة البهائية (1908)، التي ترجمها أ. كوفاليف من الترجمة الإسبيرانتو لترجمة وليام مان."

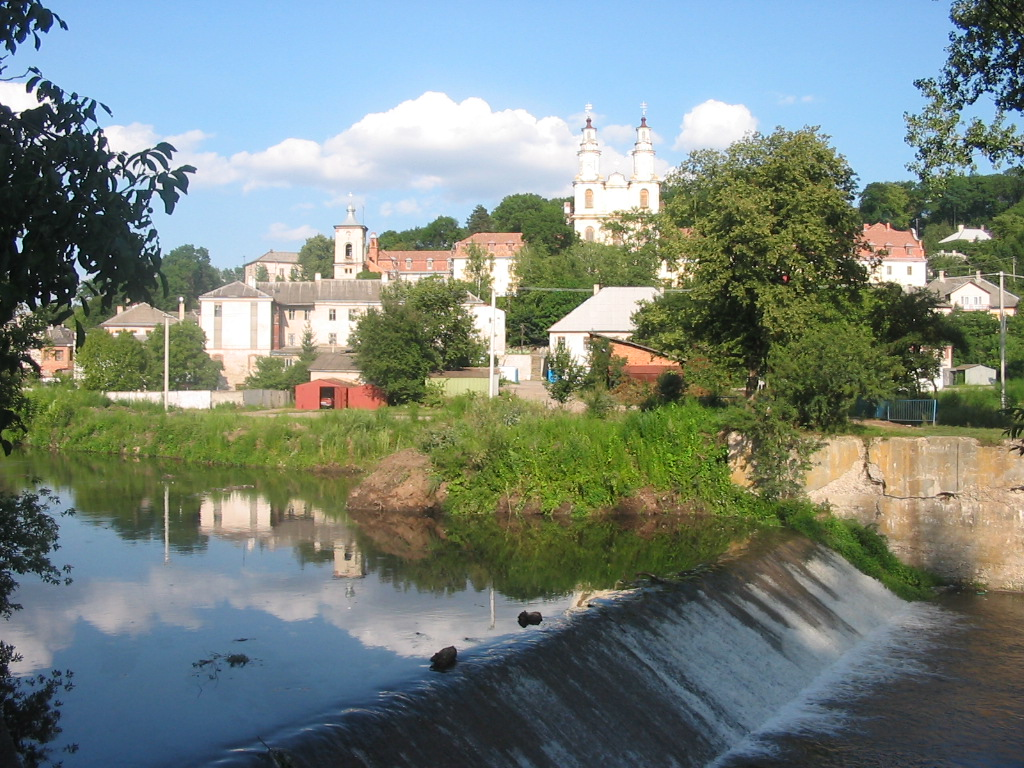
نهر ستيبّا في غرب أوكرانيا

حوالي عام 1919، كانت ألكسندرا (التي عُرفت لاحقًا بـ "أولا" أو "أولينكا") روتوفسكا، التي انضمت إلى الدين في عام 1947 وأصبحت فارس من بهاء الله في عام 1953 لـ سان بيير وميكلون، تسافر عبر أجزاء من بولندا كفتاة شابة. بعد مغادرتها كراكوف، جاءت إلى فيشنيفتشك وسافرت عبر نهر ستيبّا، وهي منطقة يقطنها الأوكرانيون رغم أن بعضهم كان يتحدث البولندية. زارت كنائس أرثوذكسية يونانية وكاثوليكية رومانية ومرقد زارفانيتسيا، وكان لها لقاء مميز مع غزال وفي مناسبة أخرى في الغابة مع امرأة فلاحية أوكرانية كانت عائدة من العمل في حقول القمح وكانت في طريقها إلى المنزل بسرعة لإطعام أطفالها وإرسال أحدهم مع الطعام إلى زوجها. وفقًا لكلمات سيرتها الذاتية، "كان هذا اللقاء ذا مغزى عميق بالنسبة لأولينكا وكان واحدًا من اللقاءات التي كانت تذكرها باستمرار طوال حياتها. فقد أبرزت الرابط القوي من التعاطف الذي شعرت به تجاه الفلاحين والخدم في حياتها... ومع ذلك، في شبابها كانت تظهر بالفعل علامات تأثير طبقتها. لم يكن شيء من السلطة التي كانت تملكها ليتركها أبدًا. طوال حياتها، حتى في أصعب الظروف، كان بإمكانها الوقوف على كبريائها. وغالبًا ما ظهرت روحها الديمقراطية وتعاطفها مع المظلومين في تناقض مع أسلوبها المتعالي. قاد قلبها، لكن أسلوبها كان قد تشكل من ظروف ولادتها."

### فترة الاتحاد السوفيتي

#### الأوكرانيون في الشتات
كانت هناك عدة علاقات وتحولات للبهائيين بين أفراد من الشتات الأوكراني. خلال الفترة السوفيتية المبكرة، كانت هناك علاقة أخرى مع البهائيين عندما تم تنفيذ تمثال لـ ʻعبد البهاء بواسطة نيكولاس سوكلنيتسكي، من مواليد كييف، ومن أفراد الشتات الأوكراني، بعد تعليقات عام 1936 من خلال زيارة استوديوه في باريس. كان سوكلنيتسكي طالبًا في مدرسة الفنون الجميلة. كانت آن سلاستيوفا لينش كانت من أصل أوكراني، ومع ذلك "قد يبدو أنه من الأنسب اعتبار آن لينش أول بهائية أوكرانية، لكن لينش نفسها هي التي منحت هذه الميزة لـ فاسيلي دوروشنكو."
في وقت مبكر من عام 1954، قام الكندي بيتر بيهيتشين من أصل أوكراني بترجمة أدب بهائي إلى اللغة الأوكرانية، وبحلول عام 1963 أنشأت لجنة تدريس أوكرانية تابعة للجمعية الروحية الوطنية للبهائيين في كندا نشرة بعنوان الكلمة الجديدة.
كانت الكندية البهائية ماري مكولوش من أصل أوكراني. بعد أن أصبحت بهائية في عام 1951 وانتُخبت لعضوية أول الجمعية الروحية المحلية في ساسكاتون، ساسكاتشوان، كانت أول شخص يهاجر لنشر الدين (بهائي رائد) إلى جزيرة أنتيكوسي في عام 1956، وبذلك أصبحت فارسًا من بهاء الله. في السنوات اللاحقة، عاشت في بحيرة بيكر مع عائلتها وروجت لترجمة الأدب البهائي إلى الإنوكتيتوت. كما ساعدت في الترجمات إلى الأوكرانية. في التسعينيات، حضرت احتفالات مئوية صعود بهاء الله والمؤتمر البهائي العالمي، وذهبت في الحج، وتوفيت في عام 1995.
في عام 1973، تم إقامة حفل عشاء بين الثقافات في مينيسوتا استضافه بهائيون وشمل طعامًا أوكرانيًا. كانت هناك لقاءات مع الأوكرانيين في الشتات في باراغواي بحلول أواخر السبعينات.

#### داخل أوكرانيا
في النصف الثاني من عام 1938، كانت ليديا زامنهوف لها تأثير كبير على تحويل أول أوكراني معروف إلى الدين البهائي، الذي كان يعيش في شرق بولندا في ذلك الوقت. كان فاسيلي دوروشينكو إسبيرانتي ومعلمًا، ولكن بحلول عام 1938 كان قد تقاعد وكان يعيش في الريف بالقرب من كريمنيتس الذي كان حينها جزءًا من بولندا. تأثر دوروشينكو بشكل كبير بالنسخ الروسية والإسبيرانتية من بهاء الله والعصر الجديد بواسطة جون إسلمنت. وقام بعمل مبكر لترجمته إلى اللغة الأوكرانية. ومع ذلك، بعد زيارة زامنهوف في أوائل عام 1939، مرض وفقد الاتصال تمامًا. في أوائل عام 1939، سافرت زامنهوف عبر بولندا لتقديم الدين وواجهت بعض الأشخاص الذين اعتنقوا الدين، وبالأخص التقت مع فاسيلي دوروشينكو وبعض أصدقائه في مجموعة دراسية. كان دوروشينكو، وهو متحدث أصلي باللغة الأوكرانية، معلمًا متقاعدًا ومفتش مدارس يعيش في الريف بالقرب من كريمنيتس، في الأراضي الأوكرانية التي كانت قد سميت فيما بعد أول بهائي أوكراني. في ذلك الربيع، كان دوروشينكو في المستشفى وكتب رسالة إلى آن لينش في المكتب الدولي للبهائيين في جنيف: "أبارك للرب السماوي لهذا المرض ولوجودي في الجناح المشترك مع المعانين الآخرين... إنها استعداد لحياة أخرى لي، حياة أكثر اكتمالًا من هذه... تلقيت مؤخرًا رسالة طويلة من ليديا زامنهوف - مليئة بالتشجيع والمحبة، وأرفقت العديد من الصلوات من بهاء الله." كانت لينش أيضًا من أصل أوكراني وغالبًا ما كانت تواصل مع دوروشينكو. من غير المعروف ما الذي حدث لدوروشينكو. بعد غزو الاتحاد السوفيتي لبولندا الشرقية في بداية الحرب، انقطع الاتصال ولم يُسمع عنه شيء بعد ذلك.
هناك بعض الفترات التي تم فيها توثيق ذكر أوكرانيا في المجلات البهائية الأمريكية خلال فترة الخمسينات إلى التسعينات. رغم أن البهائيين تمكنوا من دخول العديد من دول الكتلة الشرقية في الخمسينات، إلا أنه لا يوجد دليل على وجود بهائيين في أوكرانيا في هذه الفترة, رغم أن رئيس الدين في ذلك الوقت، شوقي أفندي، شمل أوكرانيا في قائمة الأماكن التي لم يدخلها البهائيون بعد في عام 1952 ومرة أخرى في 1953. استمرت البلاد في أن تكون غير مدرجة في قائمة منشورة لــ "فرسان بهاء الله" حتى عام 1970.
بدأ الدين البهائي في النمو عبر الاتحاد السوفيتي في أواخر الثمانينات خاصة في فترة البيريسترويكا والغلأسنوست في السياسة السوفيتية. في مارس 1986، تم تسليم رسالة بيت العدل العالمي، رأس الدين الدولي، بعنوان وعد السلام العالمي إلى الممثل الأوكراني في الأمم المتحدة، غينادي أودوفينكو. في صيف 1988، تم تنظيم مسيرة استمرت شهراً، نظمتها البهائيون، من أوديسا إلى كييف تحت رعاية شركة المشي الدولي من أجل السلام. التقى البهائيون من فنلندا مع ممثلين سوفييت بمن فيهم من أوكرانيا في مورمانسك، روسيا، في يوليو 1989.

### أوكرانيا المستقلة
تم فتح أوكرانيا أمام الدين البهائي في عام 1990 مع بدء البهائيين في الريادة إلى البلاد؛ كان من بين هؤلاء إيراج وجينوس فيكتوري من كندا ورياز رافات من النرويج. تم تأسيس مجموعة في كييف وبحلول أغسطس من نفس العام كان هناك واحد وعشرون بهائيًا في المدينة. أقيم أول احتفال بعيد التسعة عشر يومًا في البلاد في 6 أغسطس 1990، وتم خلالها تأسيس الجمعية الروحية المحلية في كييف.
بحلول يناير 1991، وصل عدد البهائيين في كييف إلى خمسة وخمسين. تم تنظيم عدة رحلات تعليمية لتوسيع الدين خارج كييف، بدءًا من لفوف وتشيرنوتسي ودنيبروبتروفسك وفينيتسا وتشيرنيغوف وكيروفوغراد. وقد تعززت هذه الرحلات بواسطة رواد دوليين إلى تشيرنوتسي ولفوف.
بعد إعلان استقلال أوكرانيا في صيف عام 1991، عندما كانت تبلغ من العمر حوالي 16 عامًا، سافرت ميليسا بيترسون عبر الاتحاد السوفيتي السابق إلى أوكرانيا، ثم قامت برحلات أخرى إلى أوروبا الشرقية ثم سيبيريا.
تم عقد مؤتمر إقليمي من أجل الجمعية الروحية الوطنية في أوديسا، أوكرانيا، من 14 إلى 16 فبراير 1992. في عام 1992، تم تشكيل الجمعية الروحية الوطنية لأوكرانيا وبيلاروسيا ومولدوفا. استقر أول بهائي أوكراني في مينسك في أوائل عام 1992. عقد البهائيون في الاتحاد السوفيتي السابق مؤتمرًا بمناسبة يوم العهد في نوفمبر 1992 بما في ذلك مشاركين من أوكرانيا، حيث تم عقد اتصال عبر الأقمار الصناعية مع أعضاء بيت العدالة العالمية وتم تغطيته في الأخبار المحلية وكذلك قناة الكابل. في عام 1992، أجرى معهد البحوث المسيحية مسحًا غير رسمي يشمل "أي من الطوائف تخلق أكبر المشاكل؟" وتمكنت من العثور على أثر للدين البهائي. في أبريل 1991، شكلت أوكرانيا، بيلاروسيا ومولدوفا جمعية روحية وطنية إقليمية - وفي عام 1995 شكلت بيلاروسيا جمعية روحية وطنية منفصلة، وفي عام 1996 فعلت مولدوفا الشيء نفسه، مما ترك أوكرانيا لتكون لها جمعيتها الروحية الوطنية الخاصة بها.
كان هناك شعور واسع بالحاجة إلى زيادة مراكز البهائيين (أماكن العبادة، الاجتماعات، المناقشات) في أوكرانيا خلال الفترة من 1996-2000. حوالي عام 2000، تم تشجيع المجتمعات البهائية على فتح مجموعات دراسية لغير البهائيين بما في ذلك في أوكرانيا.
لاحظ البهائيون في كندا الأوكرانيين في الشتات بين أعضائهم بحلول عام 2001. تم تصوير البهائي الكندي داريوش نيكفاردجام، من تورنتو، أونتاريو، في ترنوبل، أوكرانيا، مع مجموعة تسمى نادي هارمونيا، الذين تحدث إليهم حول أهمية دور الأمهات كأول معلمات للأطفال. قضى السيد نيكفاردجام شهرين في السفر لتعليم البهائيين في أوكرانيا، موجهًا مجموعة متنوعة من الجمهور حول مواضيع التعليم، وتربية الأطفال، وتعليم الأخلاق والروحانية. تم تأسيس جمعية عدالة بهائية في 1986 وكان لها أعضاء في أوكرانيا بحلول عام 2001. كانت الأنشطة الشبابية تبحث عن متطوعين من كندا للأنشطة العالمية بما في ذلك أوكرانيا كجزء من قائمة الإجراءات المحددة عبر 2001-2003:
1. مشاريع التدريس الصيفية
2. مساعدة في دروس الأطفال، جمعيات الطلاب وأنشطة التوطين.
3. مشاريع ورشات تعليمية ورقص
4. تنظيم جلسات تعريفية ودورات دراسية. (الأزواج مفضلون)
5. تقديم محاضرات عامة عن الصحة، البيئة، فن المشورة، اللاعنف، إلخ.

في إطار هذه الأنشطة، زار الرواد الكنديون السابقون وفا مشتاك وطنه في 2002. زار البهائيون يوري بيتوخوف وابنته غاليا، وهما موسيقيان من أوكرانيا، البهائيين في كولومبيا البريطانية.
في 2002، تم تشجيع مشاريع التنمية الاجتماعية والاقتصادية البهائية وإثارة اهتمام الأشخاص البارزين بما في ذلك في أوكرانيا. في 2003، ذكر بيت العدالة العالمية: "رغم مواجهة صعوبات اقتصادية كبيرة، فإن الأصدقاء في الكتل المتطورة في مولدوفا وأوكرانيا يساهمون بشكل أكثر سخاء من أي وقت مضى في جميع أموال الدين."

## المجتمع الحديث
اعتبارًا من حوالي عام 2008، كان هناك حوالي ألف بهائي معروف في أوكرانيا وفقًا لهيئة الإدارة الوطنية للمجتمع, مع 12 مجتمعًا بهائيًا معروفًا في عام 2001, و13 في عام 2004. في فبراير 2008، أبدت الحكومة الأوكرانية دعمًا لبيان من رئيس سلوفينيا نيابة عن الاتحاد الأوروبي بشأن الوضع المتدهور لـ اضطهاد البهائيين في إيران. تم تكرار دعم أوكرانيا لبيانات الاتحاد الأوروبي حول البهائيين في إيران في فبراير 2009 بعد إعلان محاكمة قيادة البهائيين في إيران، حيث "أدان" الاتحاد الأوروبي المحاكمة.
قام المراجع الدولي جمعية أرشيف بيانات الدين (ARDA) بتسجيل 227 بهائيًا في أوكرانيا عام 2010.
احتفالاً بالذكرى المئوية لميلاد الباب في 2017، تم التقاط صورة لمجتمع دنيبرو, كما عرض متحف التاريخ الديني عرضًا عن البهائيين.كما صنع البهائيون فيلمًا قصيرًا عن الأيام الأولى للدين في إيران.تم نشر ملف عن 'عبد البهاء في يوليو 2018 على موقع trureligious.com.au في أوكرانيا، وهو موقع مخصص لـ "الفلسفة والدراسات الدينية"، ومن 2014 إلى 2019، تم نشر عدد من المقالات التي تتناول الدين.
احتفالاً بالذكرى المئوية لعيد صعود 'عبد البهاء في 28 نوفمبر 2021، اجتمع بهائيون من كييف ودنيبرو وزابوريجيا ومدن أخرى عبر الإنترنت لتكريم 'عبد البهاء، ومشاركة القصص والذكريات عنه، وتقديم الصلوات. تم ترجمة عدد من الأفلام التي تم إنتاجها في العقد الماضي إلى الأوكرانية ونشرها مجانًا. في المراجعة الأكاديمية المبكرة لعام 2022 عن البلاد في 2021 قبل الغزو، تم العثور على 12 مجتمعًا بهائيًا في البلاد وفقًا لمراجعة محدودة لم تقم بتفصيل الأقليات الدينية في البلاد بالكامل، مما يضع الدين البهائي بين أصغر الأقليات الدينية في البلاد.
أعلن مستشار بهائي قاري، وهو منصب رفيع في الدين للمنطقة، أنها ستبقى في كييف وتم إرسال رسائل عبر فيسبوك في أواخر فبراير 2022، خلال معركة كييف.

## وصلات خارجية
- مجتمع البهائيين في أوكرانيا
- الدين البهائي في بيلاروسيا نسخة محفوظة 2008-10-25 على موقع واي باك مشين.
- الدين البهائي في تيراسبول، مولدوفا
- مجتمع البهائيين نوفوسيبيرسك (منطقة نوفوسيبيرسك (أرشيف)).
- بهائيون روسيا
- يوجد أرشيف موسع من المواد باللغة الروسية على فهرس المقالات والكتب باللغة الروسية عن الدين البهائي في إصدارات مختلفة.
- بعض المحتوى على الإنترنت متاح على مكتبة الموارد الأكاديمية للبهائيين باللغة الروسية.